# 식품 알레르기
식품 알레르기(食品 Allergie)는 꽃가루나 향생제의 알레르기와는 달리 특정 사람이 어떤 음식을 먹으면 장 혹은 몸이 병원균으로 인식하여 불편한 증세를 일으키는 것을 의미한다.
알레르기 반응의 증상은 가벼운 것부터 심한 것까지 다양할 수 있다. 가려움, 혀의 붓기, 구토, 설사, 벌통, 호흡곤란 또는 저혈압 등이 있을 수 있다. 이는 일반적으로 노출 후 몇 분에서 몇 시간 이내에 발생한다. 증상이 심할 때는 anaphylaxis로 알려져 있다. 식중독과 식중독은 면역반응이 아니라 별개의 질환이다.
흔한 알레르기는 나라에 따라 다르다. 위험인자에는 알레르기, 비타민D 결핍, 비만, 청결도가 높은 가족력이 포함된다. 알레르기는 인체의 면역체계의 일부인 면역글로불린 E(IgE)가 음식 분자에 결속될 때 발생한다. 음식에 들어 있는 단백질이 보통 문제다. 이것은 히스타민 같은 염증성 화학물질의 방출을 촉발한다.진단은 대개 의학적 이력, 제거 다이어트, 피부 따끔따끔한 검사, 식품 특이 IgE 항체의 혈액 검사, 구강 식품 도전에 기초한다.
잠재적인 알레르기 유발 물질에 대한 조기 노출은 보호적일 수 있다. 관리는 주로 해당 식품을 피하고 노출이 발생할 경우 계획을 세우는 것을 포함한다. 이 계획에는 아드레날린을 투여하고 의료경보 장신구를 착용하는 것이 포함될 수 있다. 식품 알레르기에 대한 알레르겐 면역요법의 이점이 불분명하므로 권장하지 않는다. 아이들의 식품 알레르기의 일부는 우유, 계란, 콩을 포함하여 나이에 따라 해결되는 반면 견과류와 조개류 같은 것들은 일반적으로 그렇지 않다.
선진국에서는 약 4%에서 8%의 사람들이 적어도 한 가지 식품 알레르기를 가지고 있다.

## 종류
- 갑각류 알레르기
- 견과 알레르기
- 달걀 알레르기
- 땅콩 알레르기
- 밀 알레르기
- 생선 알레르기
- 우유 알레르기
- 조개 알레르기
- 콩 알레르기
- 호두 알레르기
- 잣 알레르기
- 복숭아 알레르기
- 해산물 알레르기
- 오이 알레르기

## 같이 보기
- 알레르기 비염